# Henry D. Hatfield
Henry D. Hatfield (Logan megye, 1875. szeptember 15. – Huntington, 1962. október 23.) az Amerikai Egyesült Államok szenátora (Nyugat-Virginia, 1929–1935).